# Borda de Benet
La Borda de Benet és una borda del terme municipal de la Torre de Cabdella, a l'antic terme de la Pobleta de Bellveí, al Pallars Jussà. Està situada al sud-oest del poble de Castell-estaó, al sud de la Roca de la Peira. Es troba a la mateixa carena que davalla del Serrat de l'Aire, que és on es troba el mateix Castellestaó. Té molt propera, a l'oest-nord-oest, la Font de la Call. Al seu sud-est es troba la borda de Viles.